# Прилепски български учителски събор (1871)
Прилепският български учителски събор се провежда в град Прилеп, тогава в Османската империя, през август 1871 година. Той е резултат от  състояла се през август 1868 година предишна среща (конференция), когато по време на големия Прилепски панаир дейците на прилепското читалище правят поредица от срещи на българските книжари и учители, дошли от близки и далечни места, с присъствието и на други интелигентни българи; разглеждат се педагогически теми. Тогава се заражда идеята за събор на всички учители от околните градове и паланки, на който те да обсъдят въвеждането на еднаква програма във всички училища, еднакви учебници, въвеждане на ред вътре и извън училищата и други теми. Реализирането на тази идея се възлага на учителите в Битоля Лука Нейчев – главен учител, и Петър Мусев.
Получилите задачата битолски учители изпращат през юли 1871 година циркулярно писмо до прилепските дейци за откриване на учителски събор в Прилеп. Прилепчани се погрижват за организацията на място, за настаняването на учителите безплатно в частни къщи, за прислужващи им. Съборът се състои в началото на август, по време на прилепския панаир. От Битоля пристигат учителите Лука Нейчев, Арсений Костенцев и Петър Мусев, от Крушево – Иван Б. Шумков, от Велес – Константин Босилков и Александър Свякяров, от тиквешко Ваташа – Григор Шишков, от Радовиш – Христо Алексов, от Охрид – Григор Пърличев.
Посрещането на Пърличев е тържествено, но според Георги Трайчев той очаквал повече, ядосал се на прилепчани и заради съвета им да носи по-добре фес вместо сламена шапка, за да не привлича твърде голямо внимание. По време на обсъждания се раздразнява от изразено несъгласие по някои теми от Ничо Биолчев и от Лука Нейчев и напуска учителската среща въпреки многото молби на членове на читалището. Според Георги Трайчев това всява смущение сред участниците. На втория ден, по разказа на Арсений Костенцев, участник в събора, и Иван Шумков напуска събранието заради спор с Тодор Кусев, възразяващ против ланкастърският  метод на преподаване. Така според някои изследователи (Трайчев, Шалдев) съборът завършва безуспешно. Според други обаче (Н. Ванков) този събор е допринесъл най-много (от проведените общо четири) за развитието на българското образователно дело в Македония: след дискусиите се изготвят примерни училищни програми, уточнява се какви учебници да се ползват, което води за известно уеднаквяване на учебния процес.